# 城关镇 (陇南市)
城关镇，是中华人民共和国甘肃省陇南市武都区下辖的一个乡镇级行政单位。
2014年，陇南市人民政府批复同意调整城关镇管辖区域，设立钟楼、吉石坝2个街道办事处。

## 行政区划
城关镇下辖以下地区：
西关街社区、人民街社区、清真巷社区、中山街社区、南桥路社区、城关新村社区、北山社区、教场社区、清水沟社区、文明巷社区、建设巷社区、商贸东街社区、梁园子社区、黑坝村、店沟村、石家庄村、王家庄村和两水农场生活区。